# Mallophora fautrix
Mallophora fautrix är en tvåvingeart som beskrevs av Osten Sacken 1887. Mallophora fautrix ingår i släktet Mallophora och familjen rovflugor. Inga underarter finns listade i Catalogue of Life.